# Uniwersytet İnönü
Uniwersytet İnönü (tur. İnönü Üniversitesi) – turecka publiczna uczelnia wyższa.
Decyzję o powołaniu uniwersytetu w Malatyi podjęto 25 marca 1975, pierwszych studentów przyjęto w roku akademickim 1976/1977. Patronem uczelni został İsmet İnönü,  prezydent Turcji (w latach 1938–1950) i trzykrotny premier.  
W skład uczelni wchodzą następujące jednostki administracyjne:
- Wydział Rolnictwa
- Wydział Humanistyczno - Przyrodniczy
- Wydział Komunikacji
- Wydział Stomatologii
- Wydział Ekonomii i Administracji
- Wydział Pedagogiki
- Wydział Inżynierii
- Wydział Sztuk Pięknych
- Wydział Rybołówstwa
- Wydział Prawa
- Wydział Medycyny
- Wydział Farmacji
- Wydział Teologii
- Szkoła Muzyki
- Szkoła Edukacji Fizycznej i Sportu